# Émeutes du Caire de 1952

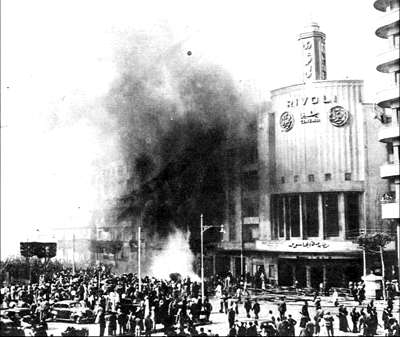
Le cinéma Rivoli en feu.

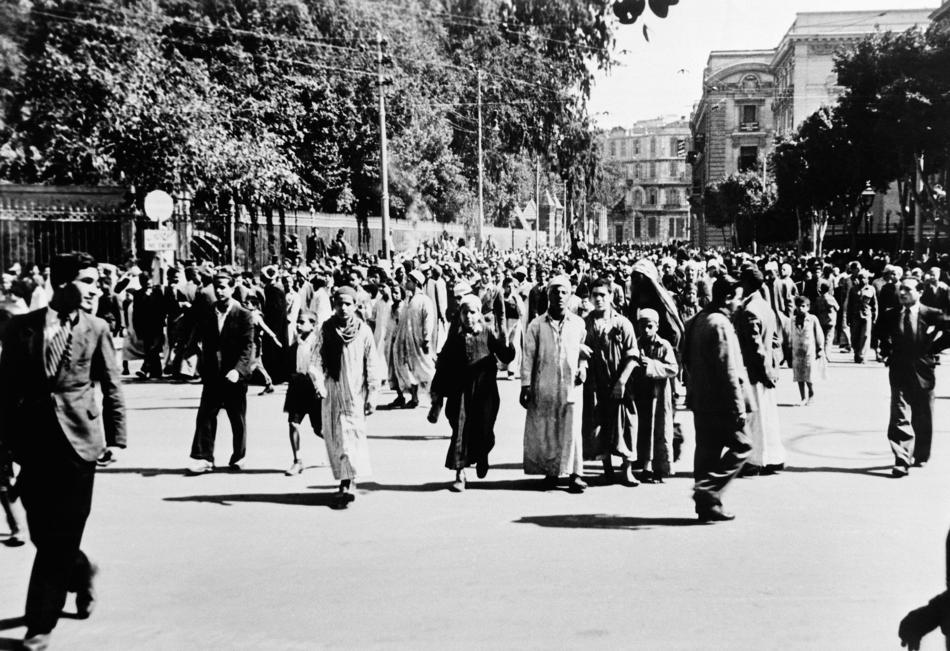
Manifestation, place de l'Opéra.

Les émeutes du Caire de 1952, nommées en anglais Cairo fire (en arabe : حريق القاهرة) ou Black Saturday, sont une série d'émeutes qui ont lieu le 26 janvier 1952 contre la tutelle britannique. Elles sont marquées par l'incendie et le pillage de quelque 750 bâtiments — magasins de détail, cafés, cinémas, hôtels, restaurants, théâtres, boîtes de nuit et l'opéra de la ville — du centre-ville du Caire.
Le déclenchement des émeutes est lié à la mort de cinquante policiers auxiliaires égyptiens par les troupes d'occupation britanniques dans la ville d'Ismaïlia lors d'une bataille un jour plus tôt. Les manifestations spontanées anti-britanniques qui suivent ces morts s'organisent rapidement et la foule incendie et saccage de vastes secteurs du Caire dépourvue inexplicablement de forces de sécurité.
La plupart des destructions ont eu lieu entre 12 h 30 et 23 h. Au total, 3,4 millions de livres sterling de dommages ont été causés à des biens britanniques et étrangers. Près de 300 magasins ont été détruits, dont certains des grands magasins les plus célèbres d'Égypte, tels que Cicurel, Omar Effendi et le Salon Vert. Le décompte des dommages comprenait également 30 bureaux d'entreprise, 13 hôtels (dont Shepheard's, Metropolitan et Victoria), 40 cinémas (dont Rivoli, Radio, Metro, Diana et Miami), 10 magasins d'armes à feu, 73 cafés et restaurants (y compris le Groppi), 92 bars et 16 clubs. Quant aux pertes humaines, 26 personnes sont décédées et 552 ont subi des blessures telles que des brûlures et des fractures osseuses. Parmi les morts figurait le mathématicien James Ireland Craig (en), âgé de 82 ans , qui avait conçu la projection rétroazimutale de Craig pour permettre aux musulmans de trouver la qibla, la direction de la Mecque . Des milliers de travailleurs ont été déplacés en raison de la destruction de ces établissements.
Événement précurseur de la fin du royaume d'Égypte pour certains, les auteurs des incendies restent inconnus à ce jour et la vérité sur cet événement important dans l'histoire égyptienne moderne n'a pas encore été établie.